# Acțiune (subiect)
Prin acțiune (latină actio, „acțiune“; cf. franceză action) sunt desemnate succesiunile de evenimente, fapte, întâmplări, peripeții, aventuri, antrenate de relația sau relațiile eroului central (sau ale cuplului protagonist), dintr-o operă literară, cu ceilalți eroi sau cu beneficul ori maleficul mediu înconjurător.
De la Aristotel încoace se vorbește despre necesitatea unității de acțiune („centrarea operei pe o singură acțiune“), cu expunere, conflict, deznodământ etc., desigur, dinspre subiect, evidențiindu-se acțiuni simple sau complexe. Clasicismul impune principiul celor trei unități: de loc, de timp, de acțiune; revoltați, romanticii păstrează doar unitatea de acțiune (îndeosebi în dramă); reprezentanții realismului accentuează, dinspre verosimil, logica intern-acțională, îndeosebi în romanul psihologic; romancierii și dramaturgii secolului al XX-lea rafinează acțiunea în mirifice registre existențiale.
Teoreticienii și criticii literari relevă mai multe soiuri de acțiune, pornind chiar de la epopeile antichității; în homerica Iliada, acțiunea este continuă, respectând ordinea cronologică a evenimentelor; în Odiseea, pentru că relatarea întrerupe firul cronologic, făcând „întoarceri în timpi și spații“, spre a nuanța, spre „a lămuri situația“, acțiunea este discontinuă; dincoace de Marcel Proust (În căutarea timpului pierdut), succesiunea epică angajează „discontinuitatea memoriei involuntare“; acțiunea tinde «să se dilate, să stagneze, uneori să dispară chiar, ca în noul roman francez (...), exceptând romanul polițist, în care epicul rămâne constitutiv, devenind un fel de „acțiune pură“»; sub înrâurirea cinematografiei, «acțiunea a cunoscut un reviriment în literatură, succesiunea epică dând semnificații noi, prin ea însăși, implicate în chiar alăturarea fragmentelor, părților etc.»; «împreună cu natura temporală, acțiunea mai comportă și una spațială, putând fi lineară, când narațiunea urmărește în principal un personaj, ca în romanul de tip picaresc, și, în planuri paralele sau pe mai multe planuri, când evenimentele se desfășoară în serii de acțiuni de importanță aproape egală (...); în dinamica ei narativă, acțiunea este compusă din câteva microacțiuni tip, după trei moduri de existență: înlănțuirea (prin juxtapunere și coordonare), inserția (prin includere și subordonare) și alternanța (prin dezvoltări paralele)».